# Dicranomyia pammelas
Dicranomyia pammelas là một loài ruồi trong họ Limoniidae. Chúng phân bố ở miền Cổ bắc.